# Mie Uehara
Mie Uehara (jap. 上原三枝 Uehara Mie; ur. 1 lipca 1971 w Suwa) – japońska łyżwiarka szybka, brązowa medalistka mistrzostw świata.

## Kariera
Pierwszy sukces w karierze Mie Uehara osiągnęła w 1996 roku, kiedy zdobyła brązowy medal podczas wielobojowych mistrzostw świata w Inzell. W zawodach tych wyprzedziły ją jedynie Niemki: Gunda Niemann oraz Claudia Pechstein. Był to jedyny medal wywalczony przez nią na międzynarodowej imprezie tej rangi. W tym samym roku była też czwarta w biegu na 1500 m podczas dystansowych mistrzostw świata w Hamar, przegrywając walkę o medal z Sandrą Zwolle z Holandii. Wielokrotnie stawała na podium zawodów Pucharu Świata, odnosząc przy tym jedno zwycięstwo: 3 marca 1996 roku w Calgary zajęła pierwsze miejsce na dystansie 5000 m. Najlepsze wyniki osiągała w sezonie 1995/1996, kiedy była druga w klasyfikacji końcowej 1500 m, a w klasyfikacji 3000/5000 m zajęła trzecie miejsce. W 1992 roku brała udział w igrzyskach olimpijskich w Albertville, zajmując między innymi jedenaste miejsce w biegu na 1500 m. Na rozgrywanych sześć lat później igrzyskach w Nagano jej najlepszym wynikiem było jedenaste miejsce w biegu na 5000 m. W 1998 roku zakończyła karierę.